# Dmytrze (przystanek kolejowy)
Dmytrze (ukr. Дмитрія, ros. Дмитрия) – przystanek kolejowy w miejscowości Łany i w pobliżu miejscowości Dmytrze, w rejonie lwowskim, w obwodzie lwowskim, na Ukrainie.